# Държавно устройство на Танзания
Танзания е президентска федерална република. Конституцията на страната е приета на 25 април, 1977 година.

## Изпълнителна власт
Президентът назначава министър-председател, който оглавява правителството в Народното събрание. Президентът избира неговия кабинет измежду членовете на Народното събрание.

## Законодателна власт
Еднокамарния парламент на Танзания се оглавява от 326 места, от които 236 са избрани от преки всеобщи избори, 75 са запазени за жени назначени от президента, 10 номинирани от президента, 5 избрани от Занзибар.

## Съдебна власт
Танзания има 5 клона на съдебната система, съчетаваща юрисдикциите на племенни, ислямски и британски общ закон. Съдиите се назначават от началника на правосъдието, с изключение на тези за Съда на жалби и на Върховния съд, които се назначават от президента. През 1999 година е създаден Търговския съд, като подразделение на Върховния съд.